# Alfred von Larisch (général)
Pour les articles homonymes, voir Larisch.
Georg Karl Kuno Alfred von Larisch (né le 20 octobre 1856 à Dantzig et mort le 20 mars 1952 à Obernkirchen) est un général d'infanterie prussien pendant la Première Guerre mondiale.

## Biographie

### Origine
Alfred est issu de la famille noble de Haute-Silésie von Larisch. Il est le fils du général de cavalerie prussien Karl von Larisch (1824-1903) et de sa première épouse Marie, née von Cederstolpe (1838-1878). 

### Carrière militaire
Après sa formation dans le corps des cadets, Larisch s'engage le 23 avril 1874 comme sous-lieutenant dans le 93e régiment d'infanterie de l'armée prussienne à Dessau. Il y sert de 1876 à 1880 comme adjudant du 1er bataillon puis comme adjudant régimentaire. Le 12 août 1883, il est transféré au 1er régiment de grenadiers de la Garde à Berlin. Pour poursuivre sa formation, Larisch étudie à l'Académie de guerre prussienne du 1er octobre 1884 au 21 juillet 1887. Le 22 mai 1889, il est nommé commandant de compagnie et promu en même temps capitaine. Du 18 juin 1895 au 17 novembre 1897, il est adjudant de la 2e division de la Garde, , entre-temps promu major le 30 avril 1896, puis utilisé comme commandant du 2e bataillon du 4e régiment à pied de la Garde. Le 31 mai 1901, il est muté à Bückeburg, où il prend le commandement du 7e bataillon de chasseurs à pied (de). Il y est promu lieutenant-colonel le 12 septembre 1902 et colonel le 15 septembre 1905. Le 13 février 1906, Larisch est nommé commandant du 4e régiment de la Garde à pied. Il reste à ce poste pendant deux ans. Puis, le 21 avril 1908, il est chargé de remplacer l'inspecteur des chasseurs et des fusilliers et, à partir du 1er août 1908, d'assurer les affaires de l'inspecteur à Berlin. En même temps que sa promotion au grade de major général, Larisch devient inspecteur des chasseurs et des fusilliers le 27 janvier 1910. Le 22 avril 1912, il est promu Generalleutnant, et le 1er octobre 1912, il devient commandant du 1re division de la Garde. Dès le 17 novembre 1912, Larisch est cependant mis à disposition.
Après le déclenchement de la Première Guerre mondiale, Larisch se met à disposition et est nommé commandant de la 10e division d'infanterie le 8 octobre 1914. Avec cette dernière, il participe aux combats sur les hauteurs de la Meuse entre la Meuse et la Moselle dans le Département d'armée Strantz. Sa division est alors déployée aux Épages, où Larisch est blessé le 8 mai 1915. Il est alors transféré aux officiers de l'armée et sa disposition de mobilisation est levée avec l'attribution de l'Ordre de l'Aigle rouge de 2e classe avec étoile, feuilles de chêne et épées.
Sa réactivation intervient le 7 octobre 1915 avec sa nomination au poste de commandant de la 81e division de réserve. Par la suite, Larisch participe avec sa division aux combats dans les marais du Pripiat sur le front de l'Est. Le 30 avril 1916, il devient commandant de la division de remplacement de la Garde, qui se trouve alors sur le front occidental lors des combats sur les hauteurs de Meuse. À la suite de cela, la division combat devant Verdun, où après de violents combats du 1er au 8 août 1916 enregistre des pertes de 70 officiers et 2 400 hommes. Fin août, la division est retirée du front et prend position près de Flirey entre la Meuse et la Moselle. De la mi-décembre 1916 à la mi-janvier 1917, il est de nouveau en action au large de Verdun puis vient en Champagne où il excelle en défense lors de la bataille du Chemin des Dames. Pour ces réalisations, Larisch reçoit l'ordre de la Couronne de 1re classe, avec épées.
À la mi-juillet 1917, la division se déplace brièvement vers l'est pour participer aux combats autour de Riga au sein de la 8e armée à intervenir dans les combats pour Riga qui aboutissent finalement à la prise de la ville. Après son repositionnement à l'ouest, la division est à nouveau engagée devant Verdun. Le 20 janvier 1918, Larisch est relevé de son commandement et nommé chef du 54e corps. En tant que tel, il commande une section de la 7e armée au nord de l'Ailette. Là, Larisch prend part, en tant que chef d'un groupe de combat formé par les 5e et 6e divisions d'infanterie ainsi que la 51e division de réserve et la 6e division de réserve royale bavaroise, à l'attaque allemande qui débute le 27 mai 1918, la bataille de Soissons et de Reims. Le premier jour des combats, 40 officiers et 2 000 prisonniers sont capturés sur le plateau de Pinon-Chavignon, ainsi que 50 pièces d'artillerie et plus de 200 mitrailleuses. Après une nouvelle avancée réussie, le groupe de combat se heurte le 30 mai au nord-ouest et à l'ouest de Soissons à une résistance acharnée, qui conduit finalement à la fin de l'offensive allemande début juin. Le 25 juin 1918, Larisch est promu général d'infanterie.
Lors de l'offensive alliée qui débute le 8 août 1918, Larisch peut défendre avec succès, au sein de la 2e armée, la section de groupe qu'il commande au nord de la Somme, ce qui lui vaut d'être décoré du Pour le Mérite le 25 août 1918. Du 22 août au 2 septembre, il combat à Albert-Péronne, à partir du 8 septembre pendant un mois dans la Position Siegfried entre Cambrai et Saint-Quentin puis dans la Position Hermann. Début novembre 1918, Larisch se replie sur la position Anvers-Meuse avec ses unités.
Après l'armistice de Compiègne, Larisch ramène les divisions sous ses ordres chez lui, où après la démobilisation, sa disposition de mobilisation est annulée le 18 janvier 1919.

### Famille
Larisch se marie le 10 avril 1896 avec Elisabeth von Sperber (né en 1875). Les enfants suivants sont nés de ce mariage :
- Hermann Eugen Alfred Kuno Karl (1897-1976), lieutenant-colonel
- Marie Elisabeth Erika Margarete Asta (1898-1982), abbesse de l'abbaye d'Obernkirchen (de)
- Erich Wilhelm Peter Nikolaus (1900–1962), planteur, propriétaire de ferme et ancien directeur de la plantation de café Roca Canzele (Angola)
- Ursule (née en 1908)[2]

## Décorations
- Croix de décoration de service prussien[3]
- Chevalier de 2e classe de l'Ordre d'Albert l'Ours[3]
- Commandeur honoraire de l'Ordre du Mérite du duc Pierre-Frédéric-Louis[3]
- Grand-Croix de l'Ordre d'Albert[3]
- Commandeur de l'Ordre du Faucon Blanc[3]
- Croix d'honneur de 1re classe de l'Ordre de la Maison de Lippe[3]
- Ordre de Saint-Stanislas de 3e classe[3]
- Commandeur de l'Ordre de la Couronne de Siam[3]